# Úrvalsdeild Karla 1951
La Úrvalsdeild Karla 1951 fue la 40.ª edición del campeonato de fútbol islandés. El campeón fue el ÍA, que ganó su primer título.

## Tabla de posiciones
|   | Equipo          | PJ | PG | PE | PP | GF | GC | DG | Pts |
| - | --------------- | -- | -- | -- | -- | -- | -- | -- | --- |
| 1 | ÍA              | 4  | 2  | 2  | 0  | 12 | 8  | +4 | 6   |
| 2 | Valur Reykjavik | 4  | 2  | 0  | 2  | 9  | 6  | +3 | 4   |
| 3 | KR Reykjavik    | 4  | 2  | 0  | 2  | 8  | 8  | +0 | 4   |
| 4 | Fram Reykjavik  | 4  | 1  | 1  | 2  | 7  | 6  | +1 | 3   |
| 5 | Víkingur        | 4  | 1  | 1  | 2  | 5  | 13 | -8 | 3   |